# Aprindin
Aprindin je antiaritmički agens klase 1b.
U jednoj studiji, on je odložio atrijalnu fibirlaciji duže od digoksina.
Aprindin je efektivan pri oralnoj administraciji.

## Spoljašnje veze
|  | Molimo Vas, obratite pažnju na važno upozorenje u vezi sa temama iz oblasti medicine (zdravlja). |